# Arantxa Parra Santonja
Arantxa Parra Santonja (Valência, 9 de Novembro de 1982) é uma ex-tenista profissional espanhola.
Em 2010, chegou ao melhor ranking de simples, o 46º lugar. Em 2012, foi o ápice de duplas, na qual foi especialista: 22ª colocação.
Anunciou aposentadoria em 2019, após perder na estreia de duplas do WTA de Madri.

## Premier Mandatory/Premier 5 finais

### Duplas: 1 (1 vice)
| Posição | Ano  | Campeonato | Piso | Parceira       | Oponentes              | Placar   |
| ------- | ---- | ---------- | ---- | -------------- | ---------------------- | -------- |
| Vice    | 2013 | Beijing    | Duro | Vera Dushevina | Cara Black Sania Mirza | 2–6, 2–6 |

## WTA finals

### Simples: 2 (2 vices)
| Campeã – Legenda                             |
| -------------------------------------------- |
| Grand Slam (0–0)                             |
| WTA Tour (0–0)                               |
| Tier I / Premier Mandatory & Premier 5 (0–0) |
| Tier II / Premier (0–0)                      |
| Tier III, IV & V / International (0–2)       |

| Títulos por Piso |
| ---------------- |
| Duro (0–0)       |
| Grama (0–0)      |
| Saibro (0–2)     |
| Carpete (0–0)    |

| Posição | N. | Data              | Torneio                                   | Piso   | Oponente             | Placar        |
| ------- | -- | ----------------- | ----------------------------------------- | ------ | -------------------- | ------------- |
| Vice    | 1. | 8 Maio 2010       | Estoril Open, Estoril, Portugal           | Saibro | Anastasija Sevastova | 2–6, 5–7      |
| Vice    | 2. | 26 Fevereiro 2011 | Abierto Mexicano Telcel, Acapulco, México | Saibro | Gisela Dulko         | 3–6, 6–7(5–7) |

## Ligações Externas
- Perfil na WTA